# Stephan 't Hart
Stephan 't Hart (Delft, 10 december 1970) is een voormalig Nederlands profvoetballer die vooral als rechtsback speelde. Hij stond onder contract bij Roda JC, VVV en ADO Den Haag.

## Statistieken
| Seizoen | Club         | Land      | Competitie     | Wed. | Goals |
| ------- | ------------ | --------- | -------------- | ---- | ----- |
| 1997/98 | Roda JC      | Nederland | Eredivisie     | 13   | 0     |
| 1998/99 | Roda JC      | Nederland | Eredivisie     | 2    | 0     |
| 1999/00 | Roda JC      | Nederland | Eredivisie     | 6    | 0     |
| 2000/01 | VVV          | Nederland | Eerste divisie | 21   | 0     |
| 2001/02 | ADO Den Haag | Nederland | Eerste divisie | 23   | 0     |
| Totaal  | Totaal       | Totaal    | Totaal         | 65   | 0     |